# Oenothera xylocarpa
Oenothera xylocarpa är en dunörtsväxtart som beskrevs av Frederick Vernon Coville. Oenothera xylocarpa ingår i släktet nattljussläktet, och familjen dunörtsväxter. Inga underarter finns listade i Catalogue of Life.